# Giorgio Chiellini
Giorgio Chiellini (født 14. august 1984 i Pisa) er en italiensk fodboldspiller. Han spiller for MLS holdet Los Angeles FC. Tidligere har han spillet for Livorno, Roma, Fiorentina, og Juventus.

## Karriere

### Klub
Chiellini kom til Livorno som ungdomsspiller og kom fra 2000 med i klubbens førsteholdstrup. Her blev han omskolet fra kantspiller til forsvarsspiller, og han fik debut på holdet, der på det tidspunkt spillede i Serie C i 2000-2001-sæsonen.
I 2002 skiftede han til A.S. Roma, men blev i de to første sæsoner lejet tilbage til Livorno, hvor han i den anden af disse fik sit gennembrud og blev fast mand i startopstillingen.
I 2004 blev han købt af Juventus FC, og efter et års udlejning til ACF Fiorentina kom han i 2005 til at spille for Juventus, hvor han har været siden. Her blev han snart en bærende spiller hos klubben, der siden 2012 har vundet ni italienske mesterskaber, fem pokalmesterskaber og fem italienske supercup-titler. Siden 2018, hvor Gianluigi Buffon indstillede sin karriere, har Chiellini være anfører for holdet.

### Landshold
Chiellini spillede på alle de italienske ungdomslandshold, og han var med på holdet der blev U/19-europamestre i 2003. Han var også med på det italienske hold ved OL 2004 i Athen. Holdet blev nummer to i indledende runde, vandt derpå sin kvartfinale, men tabte semifinalen til Argentina, der vandt guld med sejr over Paraguay. Italien sikrede sig bronze med sejr over Irak. Chiellini spillede to kampe i startopstillingen i turneringen.
Han debuterede på A-landsholdet i en venskabskamp mod Finland i efteråret 2004. Han har siden været med til en række EM- og VM-slutrunder. Han var med til at vinde EM-sølv i 2012 efter finalenederlag til Spanien, ligesom han var med til at vinde bronze ved Confederations Cup 2013. Fra 2018 har han på landsholdet – som på klubholdet – overtaget rollen som anfører efter Buffon, og han var dermed spilleren, der kunne modtage trofæet efter Italiens sejr over England i finalen ved EM 2020 (afholdt i 2021).